# Champey-sur-Moselle
Champey-sur-Moselle település Franciaországban, Meurthe-et-Moselle megyében. Lakosainak száma 316 fő (2022. január 1.). Champey-sur-Moselle Lorry-Mardigny, Bouxières-sous-Froidmont, Pont-à-Mousson, Vandières és Vittonville községekkel határos.

## Népesség
A település népességének változása:
| Lakosok száma | 210  | 268  | 324  | 317  | 358  | 351  | 343  | 332  | 326  | 316  |
|               | 1968 | 1982 | 1990 | 2006 | 2013 | 2015 | 2017 | 2019 | 2020 | 2022 |